# Kvadreringsteknik
Kvadreringsteknik är en teknik som används i den första generationens mottagare av GPS-mätning där den kodmodulerade bärvågen multipliceras med sig själv för att en kodfri signal skall erhållas. Samtidigt fördubblas frekvensen.

## Nackdelar
- Signal-till-brus-förhållandet försämras med ca. 30 dB.